# دالي تورنر
دالي تورنر (30 يناير 1974 في أستراليا - ) (بالإنجليزية: Dale Turner)‏ هو لاعب كريكت أسترالي.

## وصلات خارجية
- دالي تورنر على موقع إي آس بي آن كريك إنفو (الإنجليزية)